# Pelosa
Pelosa (en francès Pelouse) és un municipi francès situat al departament del Losera i a la regió d'Occitània.